# Paus Telesforus
Telesforus (Latijn: Telesphorus;Grieks: Telesphoros; Terranova da Sibari, geboortedatum onbekend - Rome, 136) was de achtste paus van Rome en volgens de overlevering een Griek, afkomstig uit Calabrië.
Volgens de kerkvader Ireneüs van Lyon (Tegen de ketters, III, iii, 3) stierf hij (rond 140) de marteldood. De kerkhistoricus Eusebius van Caesarea (Kerkgeschiedenis IV, vii, xiv) plaatst het begin van zijn pontificaat in het 12e regeringsjaar van de Romeinse keizer Hadrianus, dat is ca. 128-129, en zijn dood in het eerste jaar van Antoninus Pius (138-139).
Er is weinig over hem bekend. Zijn naam wordt voor het eerst genoemd in een brief van de reeds vermelde bisschop Irenaeus van Lyon aan paus Victor I met betrekking tot de viering van het Paasfeest (vermeld door Eusebius, Kerkgeschiedenis V, xxiv). Uit dit fragment komt Telesforus naar voren als een van de Romeinse bisschoppen die het Paasfeest altijd op zondag vierde. Dit betekende echter niet dat hij de banden verbrak met de Griekssprekende kerkgemeenschappen in het oostelijk deel van het keizerrijk, die deze gewoonte niet volgden.
Het Liber Pontificalis ("Boek der Pausen") en soortgelijke geschriften schrijven Telesforus veel liturgische en andere besluiten toe: Zo was hij degene die de kerstnachtmis invoerde; tegelijkertijd bepaalde hij, dat met Kerstmis iedere priester drie keer het offer van de eucharistie mocht vieren. Op deze wijze wordt de drievoudige geboorte van Christus herdacht (geboorte bij de Schepping, de geboorte uit de Maagd Maria en de derde geboorte bij de opstanding uit het graf). Ook was Telesforus degene die het Gloria als vast onderdeel in de mis opnam. Tevens voerde hij de Vastentijd in. De betrouwbaarheid van het Liber Ponticialis wordt echter betwist.
Cursief: tegenpaus